# Melanotus schimmeli
Melanotus schimmeli is een keversoort uit de familie kniptorren (Elateridae). De wetenschappelijke naam van de soort is voor het eerst geldig gepubliceerd in 2005 door Platia.